# Vörösmarty tér (metropolitana di Budapest)
Vörösmarty tér è una stazione della linea M1 della metropolitana di Budapest.
Inaugurata nel 1896 con il nome di Gizella tér (denominazione dell'epoca della piazza soprastante), si tratta del capolinea sud-occidentale della linea M1, posizionato ad una fermata di distanza dalla stazione di interscambio Deák Ferenc tér.
I binari sono situati ad una profondità di circa tre metri sotto l'omonima piazza intitolata al poeta ungherese Mihály Vörösmarty. La denominazione della stazione deriva proprio dalla piazza stessa.
Vörösmarty tér non va confusa con la fermata di Vörösmarty utca, anch'essa localizzata sulla M1.

## Interscambi
Nelle vicinanze della stazione effettuano fermata alcune linee urbane, tranviarie ed automobilistiche, gestite da BKV.
- Fermata tram
- Fermata autobus